# Threads (filme)
Threads é um filme de televisão britânico do gênero drama de guerra apocalíptico de 1984 produzido em conjunto pela BBC, Nine Network e Western-World Television Inc. Escrito por Barry Hines e dirigido e produzido por Mick Jackson, é um relato dramático de uma guerra nuclear e seus efeitos no Reino Unido, especificamente na cidade de Sheffield, no norte da Inglaterra. A trama gira em torno de duas famílias quando um confronto entre os Estados Unidos e a União Soviética irrompe. À medida que a troca de ataques nucleares entre a OTAN e o Pacto de Varsóvia começa, o filme retrata as consequências médicas, econômicas, sociais e ambientais do conflito nuclear.
Filmado com um orçamento de 400 mil libras esterlinas, o filme foi o primeiro de seu tipo a retratar um inverno nuclear. Foi chamado de "um filme que mais se aproxima de representar todo o horror da guerra nuclear e suas consequências, bem como o impacto catastrófico que o evento teria na cultura humana". Ele foi comparado ao teledocumentário vencedor do Oscar The War Game, que foi produzido na Grã-Bretanha duas décadas antes, e ao seu colega contemporâneo The Day After, um filme de televisão da ABC de 1983 que retrata um cenário semelhante nos Estados Unidos. Foi indicado para sete prêmios BAFTA em 1985 e ganhou por Melhor Drama Individual, Melhor Design, Melhor Cinegrafista e Melhor Edição.

## Enredo
Na cidade de Sheffield, Ruth Beckett e Jimmy Kemp planejam se casar depois de saberem da gravidez não planejada de Ruth. A trama serve como uma distração para o espectador no contexto de uma escalada gradual de confronto no Irã. A União Soviética, temendo o retorno de um regime pró-xá após um golpe de Estado supostamente apoiado pelos Estados Unidos, ocupa o norte do Irã, com os Estados Unidos mobilizando posteriormente suas próprias forças e ocupando o sul, além de aumentar sua presença naval no Golfo Pérsico. Os Estados Unidos também enviam bombardeiros B-52 Stratofortress para a Turquia quando descobrem que a União Soviética moveu ogivas nucleares para Mexede.
Os britânicos reforçam a OTAN na Europa Ocidental, após as notícias da presença militar do Pacto de Varsóvia na Alemanha Oriental. O presidente dos Estados Unidos tenta resolver pacificamente a situação no Irã, propondo uma retirada conjunta ao líder soviético. Os soviéticos, no entanto, ignoram o ultimato estadunidense, resultando em um ataque convencional de bombardeiros americanos à base soviética em Mexede. Os soviéticos respondem com um míssil de defesa aérea com ponta nuclear, que por sua vez é combatido com a detonação de uma arma nuclear estadunidense no campo de batalha sobre Mexede.
A notícia do início das hostilidades entre os EUA e as forças soviéticas leva a Grã-Bretanha a comprar e saquear em pânico. O governo promulga a Lei de Poderes de Emergência e as autoridades locais recebem poderes para suspender a função em tempo de paz e confiscar propriedades e materiais para fins de defesa civil. O conselho de emergência em Sheffield se reúne em um bunker embaixo prefeitura. Os conselheiros estão severamente despreparados para suas funções de emergência e vários não comparecem devido a interrupções nas viagens ou desejo de permanecer com suas famílias. As viagens são restritas apenas para serviços essenciais, com o governo assumindo o controle da British Airways e das balsas que cruzam o Canal da Mancha para ajudar no transporte de tropas para a Europa.
Às 8h30 no Reino Unido (que, segundo o narrador, seria 3h30 em Washington; explicando que a resposta ocidental seria mais lenta, pois o presidente dos Estados Unidos e a equipe sênior estariam dormindo), o Aviso de Ataque Vermelho é transmitido. Minutos depois, ocorre uma detonação nuclear sobre o Mar do Norte, o que gera um pulso eletromagnético que causa grandes danos às comunicações em toda a Grã-Bretanha e no noroeste da Europa. Um ataque secundário atinge alvos militares da OTAN, incluindo a base RAF Finningley, a 17 milhas de Sheffield. A explosão e a nuvem de cogumelo são vistas de Sheffield, que mergulha no caos quando as ondas de choque danificam os edifícios. Um míssil nuclear adicional com um rendimento estimado de um megaton atinge o Viaduto Tinsley, explosão que devasta Sheffield e mata muitos milhares de civis da cidade. Na troca de ataques nucleares entre Ocidente e Oriente que se seguiu entre a OTAN e o Pacto de Varsóvia, 3.000 megatons de armas nucleares são lançados, com cerca de 210 lançados apenas na Grã-Bretanha; dois terços das áreas residenciais do Reino Unido são atingidas por tempestades de fogo após a troca, matando inúmeras outras pessoas que sobreviveram às detonações iniciais.
Uma hora após o ataque, os ventos levaram cinzas nucleares de uma explosão no solo em Crewe sobre os destroços de Sheffield. As comunicações entre as autoridades locais mostram-se estabelecidas, mas limitadas devido à interrupção. Incêndios são deixados para queimar incontrolavelmente, pois o perigo das cinzas nucleares é muito alto. A fumaça dos incêndios apaga o Sol e um inverno nuclear começa. Um mês depois, soldados entram no que resta da Prefeitura de Sheffield, onde as autoridades locais estavam sediadas e há muito morreram sufocadas. Um ano depois, a luz solar retorna, mas com um índice ultravioleta mais alto devido aos danos à camada de ozônio, o que, por sua vez, aumenta a probabilidade de catarata e câncer. O cultivo de culturas agrícolas é pobre devido à falta de fertilizantes e equipamentos. A pena de morte é autorizada pelo governo, cujas tentativas de manter a ordem são amplamente ignoradas pelo público britânico sobrevivente. Como o dinheiro não serve para nada, a comida é a única forma de moeda; concedida em troca de trabalho e retida como forma de punição. O narrador afirma a ironia cruel de que quanto mais pessoas morrem, mais comida há para distribuir. Várias pessoas, incluindo Ruth, fogem para o interior de Buxton, onde ela dá à luz sua filha.
Dez anos depois, o que resta da população sobrevivente do Reino Unido caiu para um nível medieval de 4 a 11 milhões de pessoas e uma nova Idade das Trevas começou. Os sobreviventes trabalham no cultivo e as crianças nascidas após a guerra falam uma forma primitiva de inglês. Ruth morre na cama, deixando sua filha Jane, de 10 anos. A indústria começa a retornar com eletricidade limitada e tecnologia movida a vapor, mas a população continua a viver em uma miséria bárbara. Três anos após a morte de Ruth, Jane e dois meninos são pegos roubando comida. Um dos meninos é morto e Jane e o outro menino se envolvem em uma luta física que não é retratada na câmera. Meses depois, Jane dá à luz em um hospital improvisado e o filme termina em uma cena silenciosa enquanto ela grita ao ver seu bebê desfigurado e sem vida.

## Elenco
- Reece Dinsdale como Jimmy Kemp
- David Brierley como  sr. Kemp
- Rita May como  sra. Kemp
- Nicholas Lane como Michael Kemp
- Jane Hazlegrove como  Alison Kemp
- Karen Meagher como  Ruth Beckett
- Henry Moxon como  sr. Beckett
- June Broughton como  sra. Beckett
- Harry Beety como Clive J. Sutton
- Ashley Barker como  Bob
- Paul Vaughan como narrador
- Victoria O'Keefe como  Jane

## Recepção

### Inicial
Threads não foi amplamente revisto, mas os críticos que o revisaram deram avaliações geralmente positivas. John J. O'Connor do The New York Times escreveu que o filme "não é uma discussão equilibrada sobre os prós e contras dos armamentos nucleares. É um aviso francamente tendencioso. E é, como calculado, inquietantemente poderoso." Rick Groen, do The Globe and Mail, escreveu que "a equipe britânica aqui, liderada pelo roteirista Barry Hines e pelo produtor/diretor Mick Jackson, realiza o que parece ser uma tarefa impossível: retratar a carnificina sem distanciar o espectador, sem uma única vez deixá-lo recuar para trás da parede segura do jogo fictício. Formidável e agourento, Threads não deixa nada para nossa imaginação, e nada para nossa consciência." Em seu guia de filmes, Leonard Maltin deu ao filme uma classificação de três estrelas (de quatro possíveis). Ele chamou Threads de "a resposta da Grã-Bretanha para The Day After" e escreveu que o filme era "implacavelmente gráfico e sombrio, sóbrio e destruidor, como deveria ser".

### Retrospectiva
As revisões retrospectivas também foram muito positivas. No Metacritic, o filme tem uma pontuação de 92 com base em 5 críticas, indicando "aclamação universal"  enquanto tem uma pontuação de 100% no Rotten Tomatoes com base em 10 críticas (com uma pontuação média de 8,90/10). O consenso crítico deste último diz: "Um aviso urgente contra o conflito nuclear, Threads é uma hipótese assustadora que atinge o horror visceral com sua apresentação prática de um apocalipse". Peter Bradshaw, do The Guardian, chamou-o de "obra-prima", escrevendo: "Não foi até ver Threads que descobri que algo na tela poderia me fazer suar frio e tremer e me manter nessa condição por 20 minutos, seguido por semanas de depressão e ansiedade." Sam Toy da Empire deu ao filme uma pontuação perfeita, escrevendo que "esta obra britânica de ficção científica (tecnicamente) ensina uma lição inesquecível sobre o verdadeiro horror" e passou a elogiar sua capacidade "de criar uma ilusão quase impossível em fundos claramente insignificantes." Jonathan Hatfull do SciFiNow deu uma pontuação perfeita para o DVD remasterizado do filme. "Ninguém nunca esquece a experiência de assistir Threads . ... É sem dúvida a peça de televisão mais devastadora já produzida. É perfeitamente criado, totalmente humano e tão completamente angustiante que você vai pensar que provavelmente nunca mais vai querer assisti-lo novamente." Ele elogiou o ritmo e o roteiro "impecável" de Hines e descreveu seu retrato dos "efeitos imediatos" do bombardeio como "de cair o queixo [...] assistir os sobreviventes nos próximos dias e semanas é de partir o coração". Tanto Little White Lies quanto The A.V. Club enfatizaram a relevância contemporânea do filme, especialmente à luz de eventos políticos como o Brexit. Segundo o primeiro, o filme pinta um "quadro de pesadelo de uma Grã-Bretanha lamentavelmente despreparada para o que está por vir e reduzida, quando o ataque chega, ao isolamento, colapso e regressão medieval, com um serviço de saúde falido, muito pouca comida sendo colhida, desabrigados em massa e a libra perdendo todo o valor."

## Prêmios e indicações
O filme foi indicado a sete prêmios BAFTA em 1985. Venceu nas categorias de Melhor Drama Individual, Melhor Design, Melhor Cinegrafista e Melhor Edição. Suas outras indicações foram para Melhor Figurino, Melhor Maquiagem e Melhor Trilha Sonora.